# Knoppers
Knoppers is een merk wafels gevuld met noga, hazelnootcrème en melkcrème die worden geproduceerd door August Storck. Sinds 1983 is de wafel verkrijgbaar in Duitsland, omliggende Europese landen en Australië, Vietnam en Rusland. Een Knoppers weegt 25 gram en heeft een kenmerkende lichtblauwe wikkel.

## Samenstelling
Een Knoppers wafel bestaat uit vijf lagen: Een wafel, hazelnootcrème, nog een wafel, melkcrème en een laatste wafel bedekt met chocolade.
De ingrediënten zijn:
- Suiker
- Plantaardige olie
- Tarwemeel 12%
- Magere melkpoeder 11,5%
- Hazelnoten 9%
- Volkorenmeel 6%
- Cacao
- Boterolie 2,6%
- Weipoeder
- Tarwezetmeel
- Emulgator
- Sojalecithine
- Slagroompoeder 0,3%
- Zout
- Geurstof
- Karamel
- Natriumcarbonaat (voor het rijzen)

Volgens de wikkel van de Knoppers kan de wafel ook sporen van amandelen, pinda's, noten en eieren bevatten.
Het totale percentage melk waar de wafel uit bestaat is 10% (melkcrème vulling 30,4% en noga crème 29,4%)
De voedingswaarde van 100 gram Knoppers (4 stuks) bestaat uit:
| Voedingswaarden | per 100 g         |
| --------------- | ----------------- |
| Energie         | 2.284 kJ/548 kcal |
| Eiwit           | 9,2 g             |
| Koolhydraten    | 51,3 g            |
| Vetten          | 33,2 g            |

## Reclame
De reclames voor Knoppers in Duitsland werden aangeprezen met de slogans: 
- Morgens halb zehn in Deutschland ('s Morgens half tien in Duitsland)
- Das Frühstückchen (Het ontbijtje)